# Ma femme est une étudiante
Ma femme est une étudiante (おくさまは女子高生, Oku-sama wa Joshi Kōsei) est un manga de Hiyoko Kobayashi paru aux éditions Tonkam.

## Synopsis
Asami est une jeune étudiante de 17 ans avec un secret : elle est mariée à son professeur de physique. Cependant, son mari a l'interdiction d'avoir des rapports sexuels avec Asami avant qu'elle ait fini ses études, mais ceci semble une contrainte difficile à respecter pour la jeune fille. Nous suivons ici l'histoire de ce couple qui parviendra à s'épanouir malgré les obstacles qui lui font face.

## Personnages

### Personnages principaux
- Asami Onohara/Ichimaru : Lycéenne de 17 ans marié à son professeur de physique.

Doublé par Ayako Kawasumi
- Kyosuke Ichimaru : Professeur et mari d'Asami.

Doublé par Mitsuaki Madono

### Personnages secondaires
- Iwao Onohara : Père d'Asami. Il est fermement opposé à ce que son gendre ait des rapports intimes avec sa fille avant qu'elle obtienne son diplôme.

## Adaptations

### Jeu vidéo
Un jeu vidéo est sorti sur PlayStation 2 le 20 juin 2002 et sur Dreamcast le 21 novembre 2002.

### Anime
La série a été adaptée en animé en 2005. La trame de l'histoire est un peu différente et beaucoup moins ecchi que la version papier.

#### Fiche technique
- Titre original : おくさまは女子高生 (Oku-sama wa Joshi Kōsei)
- Réalisation : Jun Shishido
- Scénario : adapté du manga Ma femme est une étudiante de Hiyoko Kobayashi
- Pays d’origine :  Japon
- Langue : japonais

#### Épisodes
Il y a 13 épisodes, chacun divisés en deux, soit un total de 26 mini-épisodes.
| No | Titre anglais                                | Titre japonais             | Titre japonais                 | Date de 1re diffusion |
| No | Titre anglais                                | Kanji                      | Rōmaji                         | Date de 1re diffusion |
| -- | -------------------------------------------- | -------------------------- | ------------------------------ | --------------------- |
| 1  | 'To Everyone in Secret...                    | みんなにはナイショだけど…  | Minna niwa naisho dakedo...    | 2 juillet 2005        |
| 2  | 'I have received a Love Letter!              | ラブレターもらっちゃった！ | Love letter moratchatta!       |                       |
| 3  | 'Welcome to the School Festival?             | 学園祭でいらっしゃいませ♥  | Gakuensai de irasshaimase♥     |                       |
| 4  | 'I could bear a child...!                    | 子供ができちゃいました…！  | Kodomo ga dekichaimashita...!  |                       |
| 5  | 'Even though I am thinking of today...       | 今日こそはと思ったのに…    | Kyou koso wa to omotta noni... |                       |
| 6  | 'Participating in the Sakura Parent Meeting! | サクラさん親子参上！       | Sakura-san oyako sanjō!        |                       |
| 7  | 'My Husband Lied...                          | ダンナさまがうそをついた…  | Danna-sama ga uso wo tsuita... |                       |
| 8  | 'Is it okay to believe...                    | 信じていいですか…          | Shinjite ii desuka...          |                       |
| 9  | 'Our Secret Revealed...!                     | バレちゃいました…！        | Barechaimashita...!            |                       |
| 10 | 'Hope of a Great Grandchild...?!             | ひ孫がほしい…！？          | Himago ga hosii...!?           |                       |
| 11 | 'A Trip for Two People ?                     | 二人っきりの旅行♥          | Futarikkiri no ryokō♥          |                       |
| 12 | 'The Festival, fireworks and...              | 夏祭りと花火と…            | Natsu matsuri to hanabi to...  |                       |
| 13 | 'After the Summer Heat                       | 暑気払いのあとで           | Shoki barai no ato de          |                       |
| 14 | 'My Teacher's Reward                         | ダンナさまのごほうび       | Danna-sama no gohōbi           |                       |
| 15 | 'Me...In a Video...?                         | あたしが…ビデオに…？       | Atashi ga...video ni...?       |                       |
| 16 | 'The Incident on a Rainy Day                 | 雨の日の出来事             | Ame no hi no dekigoto          |                       |
| 17 | 'Sleeping Together in the School Infirmary!? | 保健室で添い寝！？         | Hokenshitsu de soine!?         |                       |
| 18 | 'My Husband is the Wife?                     | ダンナさまがおくさま？     | Danna-sama ga oku-sama?        |                       |
| 19 | 'Tears of Watching the Stars                 | 涙の天体観測               | Namida no tentai kansoku       |                       |
| 20 | 'I won't lose to a Little Girl               | 小娘なんかに負けないわ     | Komusume nanka ni makenaiwa    |                       |
| 21 | 'Would you marry me...?                      | 結婚してくれませんか…？    | Kekkon shite kuremasenka...?   |                       |
| 22 | 'Under the stars of the sky...               | 満天の星の下で…            | Manten no hoshi no shita de... |                       |
| 23 | 'Our first married fight                     | 初めての夫婦ゲンカ…        | Hajimete no fūfu genka...      |                       |
| 24 | 'Cold warning!                               | 風邪にご用心…！            | Kaze ni goyōjin...!            |                       |
| 25 | 'The marriage is discovered!                 | 結婚がばれた！             | Kekkon ga bareta!              |                       |
| 26 | 'I will always love you...                   | いつまでもずっと愛して…    | Itsumademo zutto aishite...    | 24 septembre 2005     |